# Erol Küçükbakırcı
Erol Küçükbakırcı (nascido em 20 de abril de 1952) é um ex-ciclista turco que representou seu país nos Jogos Olímpicos de Verão de 1972 e 1976.